# Park Hye-won
Park Hye-won (in hangŭl: 박혜원; Seul, 15 agosto 1983) è un'ex pattinatrice di short track sudcoreana, campionessa olimpica della staffetta ai Giochi di Salt Lake City 2002.

## Palmarès

### Olimpiadi
- 1 medaglia:
  - 1 oro (staffetta 3000 m a Salt Lake City 2002).

### Mondiali
- 7 medaglie:
  - 2 ori (squadre a Milwaukee 2002 e nella staffetta 3000m a Montréal 2002)
  - 5 argenti (nei 1500m e nei 3000m staffetta a Sheffiled 2000, a squadre a The Hague 2000, nella staffetta 3000m a Jeonju 2001 e a squadre a Nobeyama 2001).